# Luigi Cesare di Borbone
Luigi Cesare di Borbone, Légitimé de France, Conte di Vexin (Bussy-Saint-Georges, 20 giugno 1672 – Parigi, 10 gennaio 1683), fu il secondo figlio legittimato del re Luigi XIV di Francia e della sua favorita ufficiale Madame de Montespan. All'atto della legittimazione fu nominato conte di Vexin, e più tardi abate di Saint-Denis e di Saint-Germain-des-Prés.

## Biografia

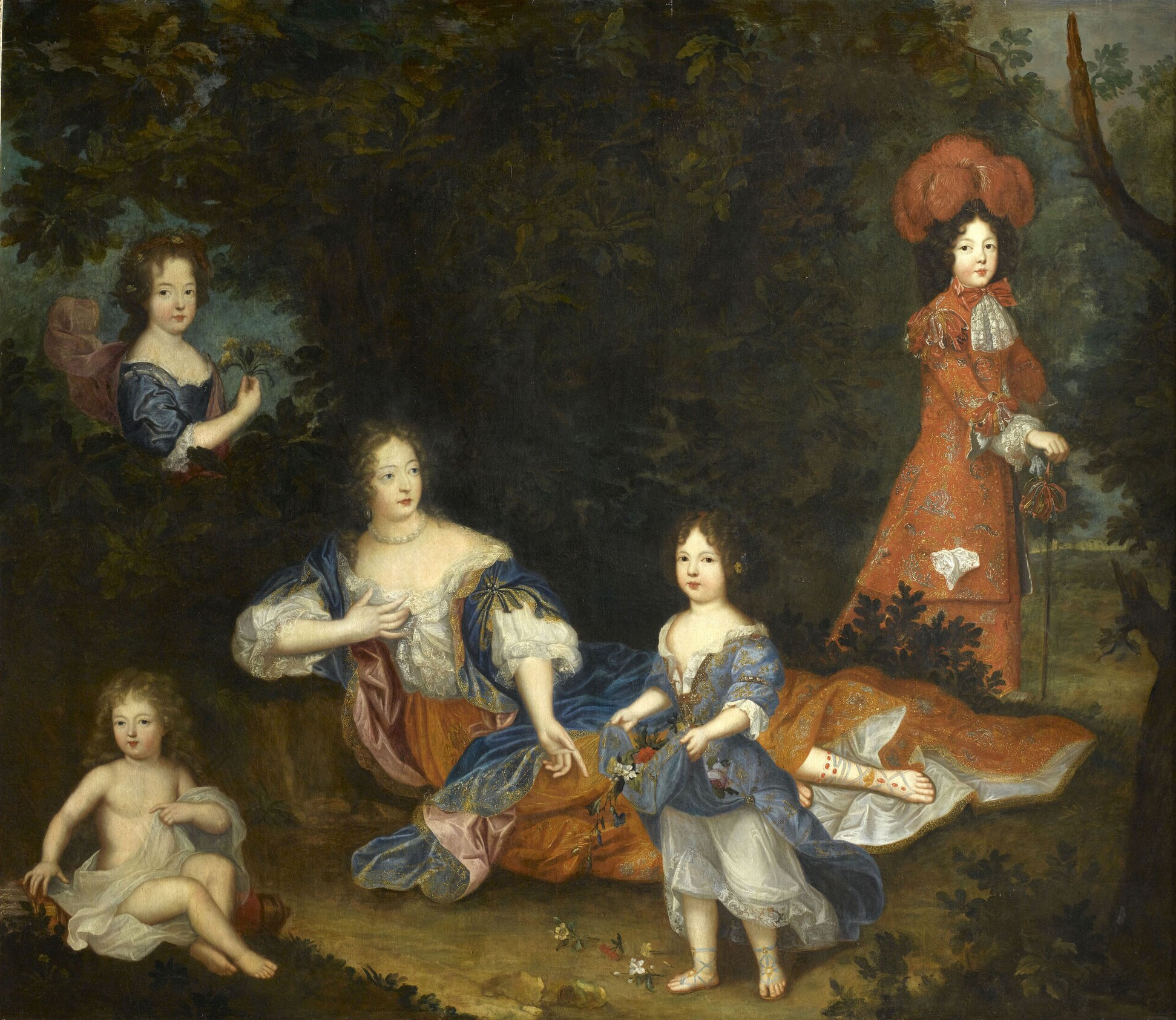
Madame de Montespan è circondata dai suoi figli. Il conte Vexin siede nudo, in basso a sinistra.

Luigi Cesare nacque allo Château du Génitoy, era il secondo figlio maschio nato da Luigi XIV e Madame de Montespan. Chiamato in onore di Giulio Cesare; suo fratello maggiore Luigi Augusto di Borbone fu chiamato in onore di Augusto e l'altro fratello, non ancora nato, Luigi Alessandro di Borbone sarebbe stato chiamato in onore di Alessandro Magno.
Luigi Cesare nacque nel periodo in cui la corte era a lutto per la Principessa Maria Teresa di Francia, nota come la petite Madame, che era morta nel marzo 1672.
Luigi Cesare crebbe con il fratello maggiore Luigi Augusto affidato alle cure di Madame Scarron in una casa sulla rue de Vaugirad a Parigi. Questa casa era stata acquistata dal re specificamente per i suoi figli illegittimi. L'anno successivo, mentre suo padre si trovava ad un'ispezione militare a Tournai, fu raggiunto da una sorella, Luisa Francesca di Borbone nata appunto a Tournai il giorno 1º giugno 1673.
Il 19 dicembre 1673, Luigi XIV riconobbe ufficialmente tramite lettere patenti i figli avuti da madame de Montespan, con l'espediente di non nominare la madre per ovviare ad un problema giuridico: la marchesa era sposata, e se il suo nome fosse figurato negli atti i bambini sarebbero stati dichiarati automaticamente figli di m. de Montespan.
Con questa legittimazione, Luigi Cesare riceveva il titolo di conte di Vexin, suo fratello ricevette il titolo di duca du Maine mentre sua sorella venne chiamata Madamoiselle de Nantes.
Sin dagli inizi della sua vita, il piccolo Vexin aveva la colonna vertebrale storta; ciò gli causò una zoppia e l'avere una spalla più alta rispetto all'altra non gli facilitò mai i movimenti. Suo padre, che lo adorava, decise che il figlio fosse destinato alla chiesa, e gli conferì il titolo di Abate di Saint Denis. La Cattedrale Reale di Saint Denis era il tradizionale luogo di sepoltura dei re di Francia sin dal VII secolo ed era una delle più ricche di Francia. La sua giovane età gli impediva di adempiere la funzione di abate, e quindi rimase ancora affidato alle cure di Madame Scarron, ora però alla reggia di Versailles. Nel 1674 un'altra sorella si aggiunse alla famiglia: Luisa Maria Anna, nata il 12 novembre e che nominata Mademoiselle de Tours dopo la sua legittimazione nel 1676.
I medici di corte tentarono di aiutare la condizione Luigi Cesare, ma fallirono utilizzando trattamenti orribili. Dopo questo tipo di trattamenti, le condizioni generali di Luigi Cesare peggiorarono dopo il 1675. Era vegliato da sua madre e dalla zia materna la marchesa de Thianges. Non sarebbe mai stato un bambino forte.
Intorno al 1678 sua madre fu coinvolta nell'Affaire des Poisons che le fece perdere via via il favore del re, il quale cercò conforto in un'altra amante, Angélique de Fontanges. Dopo questo periodo, trascorse maggior tempo con la madre nella sua residenza privata, il Castello di Clagny.
Luigi Cesare morì a Parigi nel 1683 all'età di 10 anni. Sua madre era sconvolta; Vexin fu sepolto nell'Abbazia di Saint-Germain-des-Prés.

## Antenati
|                                      |                                      |                                   | Genitori                  |  |  | Nonni |  |  | Bisnonni             |  |  | Trisnonni                  |  |
|                                      |                                      |                                   |                           |  |  |       |  |  | Enrico IV di Francia |  |  | Antonio di Borbone-Vendôme |  |
|                                      |                                      |                                   |                           |  |  |       |  |  | Enrico IV di Francia |  |  | Antonio di Borbone-Vendôme |  |
|                                      |                                      | Giovanna III di Navarra           |                           |  |  |       |  |  | Enrico IV di Francia |  |  |                            |  |
| Luigi XIII di Francia                |                                      |                                   |                           |  |  |       |  |  | Enrico IV di Francia |  |  |                            |  |
|                                      |                                      | Maria de' Medici                  | Francesco I de' Medici    |  |  |       |  |  |                      |  |  |                            |  |
|                                      |                                      | Maria de' Medici                  | Francesco I de' Medici    |  |  |       |  |  |                      |  |  |                            |  |
|                                      |                                      | Maria de' Medici                  | Giovanna d'Austria        |  |  |       |  |  |                      |  |  |                            |  |
| Luigi XIV di Francia                 |                                      | Maria de' Medici                  |                           |  |  |       |  |  |                      |  |  |                            |  |
|                                      |                                      | Filippo III di Spagna             | Filippo II di Spagna      |  |  |       |  |  |                      |  |  |                            |  |
|                                      |                                      | Filippo III di Spagna             | Filippo II di Spagna      |  |  |       |  |  |                      |  |  |                            |  |
|                                      |                                      | Filippo III di Spagna             | Anna d'Asburgo            |  |  |       |  |  |                      |  |  |                            |  |
| Anna d'Asburgo                       |                                      | Filippo III di Spagna             |                           |  |  |       |  |  |                      |  |  |                            |  |
|                                      |                                      | Margherita d'Austria-Stiria       | Carlo II d'Austria        |  |  |       |  |  |                      |  |  |                            |  |
|                                      |                                      | Margherita d'Austria-Stiria       | Carlo II d'Austria        |  |  |       |  |  |                      |  |  |                            |  |
|                                      |                                      | Margherita d'Austria-Stiria       | Maria Anna di Wittelsbach |  |  |       |  |  |                      |  |  |                            |  |
| Luigi Cesare di Borbone              |                                      | Margherita d'Austria-Stiria       |                           |  |  |       |  |  |                      |  |  |                            |  |
|                                      | Gaspard de Rochechouart de Mortemart | René de Rochechouart de Mortemart |                           |  |  |       |  |  |                      |  |  |                            |  |
|                                      | Gaspard de Rochechouart de Mortemart | René de Rochechouart de Mortemart |                           |  |  |       |  |  |                      |  |  |                            |  |
|                                      | Gaspard de Rochechouart de Mortemart | Jeanne de Saulx de Tavannes       |                           |  |  |       |  |  |                      |  |  |                            |  |
| Gabriel de Rochechouart de Mortemart | Gaspard de Rochechouart de Mortemart |                                   |                           |  |  |       |  |  |                      |  |  |                            |  |
|                                      |                                      | Louise de Maure                   | Charles de Maure          |  |  |       |  |  |                      |  |  |                            |  |
|                                      |                                      | Louise de Maure                   | Charles de Maure          |  |  |       |  |  |                      |  |  |                            |  |
|                                      |                                      | Louise de Maure                   | Diane de Pérusse des Cars |  |  |       |  |  |                      |  |  |                            |  |
| Françoise-Athénaïs di Montespan      |                                      | Louise de Maure                   |                           |  |  |       |  |  |                      |  |  |                            |  |
|                                      |                                      | Jean de Grandseigne               | Pierre de Grandseigne     |  |  |       |  |  |                      |  |  |                            |  |
|                                      |                                      | Jean de Grandseigne               | Pierre de Grandseigne     |  |  |       |  |  |                      |  |  |                            |  |
|                                      |                                      | Jean de Grandseigne               | Françoise Baillard        |  |  |       |  |  |                      |  |  |                            |  |
| Diana de Grandseigne                 |                                      | Jean de Grandseigne               |                           |  |  |       |  |  |                      |  |  |                            |  |
|                                      |                                      | Catherine de La Béraudière        | François de La Béraudière |  |  |       |  |  |                      |  |  |                            |  |
|                                      |                                      | Catherine de La Béraudière        | François de La Béraudière |  |  |       |  |  |                      |  |  |                            |  |
|                                      |                                      | Catherine de La Béraudière        | Anne Adrienne Frotier     |  |  |       |  |  |                      |  |  |                            |  |
|                                      |                                      | Catherine de La Béraudière        |                           |  |  |       |  |  |                      |  |  |                            |  |

## Titoli ed appellativi
- 20 giugno 1672 – 19 dicembre 1673: Luigi Cesare di Borbone
- 19 dicembre 1673 – 10 gennaio 1683: Sua Altezza[3] Luigi Cesare di Borbone, Legitimé de France, "Conte di Vexin"